# Halfmijl
Halfmijl est un hameau situé dans la commune néerlandaise de Veldhoven, dans la province du Brabant-Septentrional.

## Notes et références

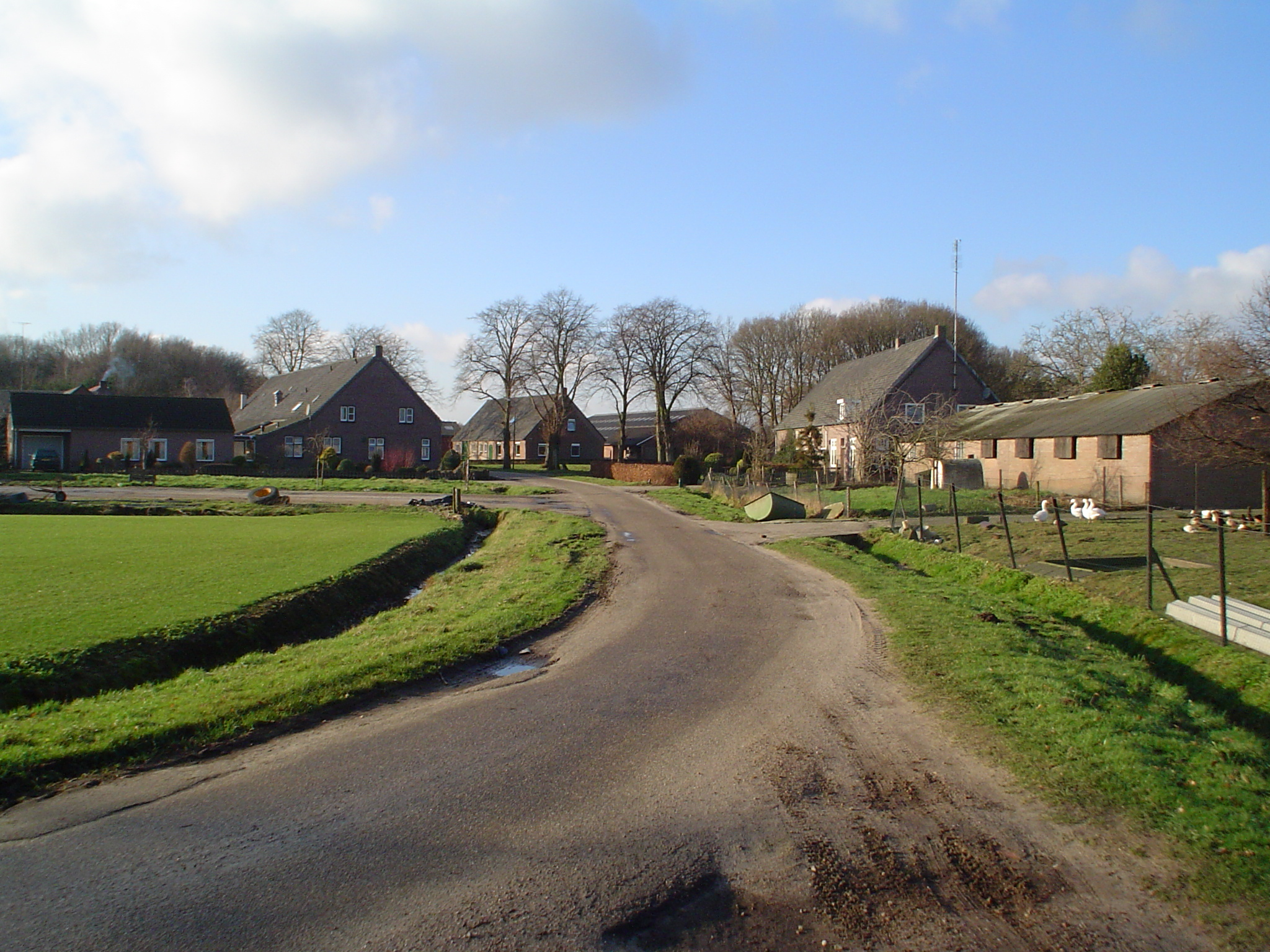
Fermes de Halfmijl